# Decimiana rehni
Decimiana rehni es una especie de mantis de la familia Acanthopidae.

## Distribución geográfica
Se encuentra en Argentina y Paraguay.